# Куноваць-Купировацький
Куноваць-Купировацький (хорв. Kunovac Kupirovački) — населений пункт у Хорватії, у Задарській жупанії у складі громади Грачаць.

## Населення
Населення за даними перепису 2011 року становило 37 осіб.
Динаміка чисельності населення поселення: